# Герб Олександрівки (Кіровоградська область)
Ге́рб Олекса́ндрівки — один з офіційних символів смт Олександрівка, районного центру Кіровоградської області. Затверджений рішенням XX сесії Олександрівської селищної ради XXIII скликання № 502 від 8 лютого 2001 року.
Автори герба — В. Білошапка, В. Лисенко.
Машинна вишивка Марії Куксінської «Герб Олександрівки» виставлена в одному із залів Олександрівського районного краєзнавчого музею.

## Опис
| У зеленому полі золотий олень, над ним срібна нитяна хвиляста балка. |
Щит обрамований декоративним картушем і увінчаний срібною міською короною з трьома вежками.

## Пояснення символіки
Олень символізує мужнього, благородного захисника, першого поселенця краю Олександра (за переказом, саме від його імені, що означає «захисник людей», походить назва селища). Також це символ миролюбного характеру місцевих мешканців, які, однак здатні вчинити опір будь-якому ворогові. Крім того, олені водяться в лісах поблизу Олександрівки. Срібна нитяна балка символізує річку Тясмин, яка перетинає селище на півночі.
Зелений колір символізує надію, достаток та радість; золотий — справедливість, багатство, великодушність.

## Історія
У роки радянської влади територіальна символіка Олександрівщини практично не розвивалась. Під час святкування на честь 200-річчя селища 29 вересня 1985 року використовувалась емблема авторства Михайла Зименка (ідея Василя Білошапки). Ця символіка не затверджувалась органами державної влади, а була лише усно погоджена з районним комітетом Компартії України.
Розробка проектів герба Олександрівки розпочалась у 1997 році. З двох варіантів, розроблених Валентиною Лисенко та Василем Білошапкою, найвлучнішим виявився герб, основним символом якого став олень. Проект було успішно використано під час кількох свят селища. Новий герб мав деякі вади, тому олександрівці звернулись за порадою до кіровоградських геральдистів, які запропонували його допрацювати.